# Magisterio de Castro
El Conjunto de Proyección Folclórica Magisterio de Castro, es una agrupación musical de Folclore chilote que nace a la vida artística y cultural un 7 de julio de 1968, bajo el alero de profesores y profesoras de la ciudad de Castro quienes aprendieron nociones de folclore en los cursos que se realizaban en la Escuela Normal de Ancud. Si bien, en un principio replicaron formas expresivas propias de la división cultural desde la lógica del Estado-nación (bailaban danzas de las llamadas zona norte, centro y sur según aprendizaje indirecto), prontamente inician un camino tendiente a fundar su actuar escénico en base a los aprendizajes de actores culturales, principalmente campesinos y campesinas. Es así que los integrantes de esta agrupación, entrevistarán a cantores campesinos y campesinas de los sectores rurales de la Provincia de Chiloé recogiendo cuecas chilotas, periconas, chocolates, etc., llegándolas a plasmar en sus primeras grabaciones lanzadas a principios de la década de los 80.
A fines de la década de 1970 se convertirán en los impulsores de la Peña Folclórica de Castro (que en 1992 pasará a llamarse Peña Coché Molina, en memoria de José Daniel Bahamonde, un cantor chilote que entregó muchos datos sobre folclore de Chiloé a los integrantes del Magisterio de Castro), con el fin de darle cabida a folkloristas como también a aquellos músicos y músicas locales hasta entonces ajenos a los escenarios que enseñaron manifestaciones musicales y que, bajo la terminología adoptada por este movimiento cultural, fueron conocidos como cultores. Por otro lado, a lo largo de su Historia artística han editado libros, cancioneros, casetes, CD y DVD, han creado las canciones para la Misa Chilota tomando como base los patrones musicales y estilísticos que configuran la música aprendida por esta agrupación en sus viajes de terreno. Por último, han creado e interpretado canciones que se han insertado a la memoria colectiva musical de Chiloé como Balseo (de Humberto Soto Pérez), La Madera pa' la Casa (de Blanca Uribe), La Virgen y San José (de Humberto Soto Pérez) y Qué lindo es Castro (de Sonia Alvarado), esta última designada como canción oficial de la ciudad de Castro por parte del municipio de esa ciudad en el año 2015.

## Publicaciones
- 1993 - Andanzas, marigüanzas y jodiendas
- 1998 - 30 años cantando a Chiloé (cancionero)
- 2005 - 37 años cantando a Chiloé (cancionero)

## Discografía
- 1980 - Canto chilote
- 1982 - Canto chilote vol.2
- 1991 - Buscando Raíces
- 1998 - Cuecas Chilotas
- 2005 - Chiloé y su Música
- 2009 - Alma Chilota (remasterización)
- 2009 - 40 años de danzas tradicionales (producción audiovisual)
- 2015 - Qué Lindo es Castro
- 2018 - 50 Años, Misa Chilota